# 千徳政氏
千徳 政氏（せんとく まさうじ）は、戦国時代から安土桃山時代にかけての武将。陸奥国浅瀬石城主。

## 生涯
閉伊郡千徳城主・千徳政吉の子として誕生。
弘前藩に残る記録には、主家である南部家を裏切って津軽為信と同盟を結び、その津軽統一に協力した人物と書かれている。しかし生没年や系図などはそれぞれ史料により異なるためはっきりした事は分かっていない。
天正11年（1583年）1月、津軽石氏と津軽石川の漁業権を巡る争いとなり、払川館主の津軽石九郎勝富を謀殺する。同年、病死した父・政吉の跡を継いで浅瀬石城主となる。
天正13年（1585年）4月、南部家への反逆に激怒した南部信直の命を受けた、名久井城主・東政勝を大将とする3000の軍勢が浅瀬石城を攻めるも、これを撃退した。なおこの合戦に為信が援軍を出さなかったことが、後々の千徳氏と為信の不和に繋がったとされる。同年5月、兵600を率いて為信と共に田舎館城主の千徳政武を攻め滅ぼした。
死期は史料により食い違うが、『青森県史』『岩手県史』では子の政康が為信に討たれたのと同じ慶長2年（1597年）説を採っている。『永禄日記』では、為信により堀越城に呼び寄せられ子息共々殺害されたとし、政氏の三男城之介の四歳の子供は家臣と共に南部へ落ち延びたという。また千徳家の家臣が残した文献では天正16年(1588年)に没したと言う。